# 史丹佛 (林肯郡)
史丹佛（英語：Stamford）是英格蘭林肯郡的一座城鎮，位於倫敦以北92英里（148）。據2001年人口普查，史丹佛有人口21,800人。史丹佛有眾多17至18世紀的石質建築和五座中世紀教區教堂 。2013年，史丹佛被《星期日泰晤士報》選為最適合居住的地方。

## 友好城市
- 法國 旺斯